# Focke-Wulf A.16
Focke-Wulf A.16 — немецкий пассажирский самолёт производства фирмы Focke-Wulf. Совершил первый полёт в 1924 году. Построено 22 самолёта. Перестал эксплуатироваться в 1930-х годах.

## Модификации
Все модификации отличались друг от друга лишь типом двигателя.
- A.16 — основная модификация
- A.16а — модификация с двигателем Mercedes D.I (мощность — 100 л. с.)[1]
- A.16b — модификация с двигателем Junkers L1a (мощность — 85 л. с.)[2]
- A.16c — модификация с двигателем Siemens-Halske Sh 12 (мощность — 100 л. с.)[2]
- A.16d — модификация с двигателем Mercedes D.II или D.IIa (мощность — 120 л. с.)[2]

## Лётные данные
Источник данных: Focke-Wulf A.16

Технические характеристики
- Экипаж: 1 человек
- Пассажировместимость: 4 человека
- Длина: 8,5 метров
- Размах крыла: 13,9 метров
- Высота: 2,3 метра
- Масса пустого: 570 кг
- Максимальная взлётная масса: 970 кг
- Силовая установка: 1 × Siemens-Halske Sh 11
- Мощность двигателей: 1 × 75 л.с.

Лётные характеристики
- Максимальная скорость: 135 км/ч
- Крейсерская скорость: 105 км/ч
- Перегоночная дальность: 550 км
- Практический потолок: 2500 метров

## Дальнейшее развитие проекта
Идеи, заложенные в конструкции A 16, позже были развиты в других малых самолётах: A 20 „Habicht“,  A 28 „Habicht“ и A 33 „Sperber“.

## Операторы
- Badische Luftverkehrs GmbH
- Bremer Luftverkehr GmbH
- Junkers Luftverkehrs AG
- Fliegerhorst Nordmark
- Deutsche LuftHansa (DLH)
- Norddeutsche Luftverkehr AG (NOLAG)
- Norddeutsche Luftverkehr GmbH (NOLUG)

## Реплика 1988 года
На преемнике компании Focke-Wulf, бременском заводе Airbus Group в 1998 году было решено увековечить A 16, ставший некогда основой коммерческого успеха фирмы. Вновь созданная нелетающая реплика самолёта, 20 лет была экспонатом выставки в местном аэропорту, а в 2008 году была подарена берлинскому Немецкому техническому музею.

## Аварии и катастрофы
В 1933 году один из принадлежавших компании Люфтганза A 16 разбился в Силезии.

## Самолёт в массовой культуре

### Стендовый моделизм
- Planet Models PLT041 1:72.[4]

## Сопоставимые самолёты
- Dornier Komet
- Junkers K 16
- Messerschmitt M18